# ガルーダ・インドネシア航空152便墜落事故
ガルーダ・インドネシア航空152便墜落事故（ガルーダ・インドネシアこうくう152びんついらくじこ）は、1997年9月26日にメダンで発生した航空事故である。

## 事故の概要
1997年9月26日、ガルーダ・インドネシア航空152便はインドネシアのジャカルタを出発し、メダンに向かう定期便として運行されていた。
離陸から着陸のために降下するまでは問題なく、メダンの管制官からメダン・ポロニア空港の滑走路05への進入を許可された。メダンではしばらく前から山火事の煙で視界が悪化していたため、パイロットは管制官に誘導を依頼した。152便は3,000フィート (910 m)まで降下したところで方位240度へ左旋回するように指示を受け、13時28分には方位215度へ左旋回を続け2,000フィート (610 m)まで降下するように指示された。13時30分に管制官は方位040度へ右旋回するよう指示を出した。しかし13時34分、152便はメダン・ポロニア空港から32km南にある標高1,500フィート (460 m)の森林地帯に右翼を下げた状態で墜落し、機体は大破して炎上し日本人6人を含む乗員乗客234名全員が死亡した。

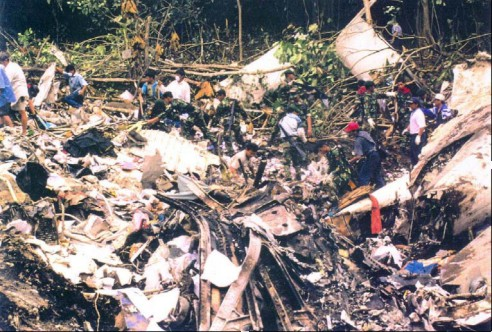
墜落現場

この事故は2023年6月現在もインドネシア最悪の航空事故である。

## 事故原因
直接的な事故原因は、管制官が右旋回を指示したにもかかわらず機長が左旋回を実施し、その後間違いに気が付き右旋回に戻したものの、この操作に対して管制官とパイロットとの間で意思疎通に時間がかかり、その間にパイロットが指示された最低降下高度である2,000フィートを大幅に下回る高度まで降下したことである。
また、管制官が当初パイロットに指示を出す際「インドネシア152」でなく「メルパチ152」と誤ってコールし、再度指示を出しなおす際に空港への進入経路をパイロットに明確に指示しなかったことで、通常使用する経路で進入すると思い込んだ機長が左旋回を行ったのではと推測されている。

## ボイスレコーダーの記録[14][6]
※太字は交信会話。斜体は母国語会話を英訳したもの
- 13:29:41:ATC(メダン): Indonesia 152 traffic clear. Descend to 2,000 feet.（インドネシア152、トラフィッククリア。2000フィートまで降下してください）
- 13:29:44:GA152(副操縦士): Descend to 2,000 feet. Indonesia 152.（2000フィートまで降下します。インドネシア152）
- 13:30:04:ATC(メダン): Indonesia 152 turn right heading 046. report established localizer.（インドネシア152、方位046度へ右旋回し、ローカライザーに乗ったら報告を）
- 13:30:08:GA152(副操縦士): Turn right heading 040. Indonesia 152 check established.（方位040度へ右旋回。インドネシア152。完了したら報告する）
- 13:30:13:GA152(機長): Flaps 8.（フラップを8に）
- 13:30:14:GA152(副操縦士): Speed check... flaps 8.（速度チェック…フラップを8）
- 13:30:20:GA152(機長): It's hot - yes? The cockpit is hot... Please have a look... The cockpit is hot!（暑いな…(エアコンの設定を)見てくれ…ここは暑い！）

（ここで機長は左旋回実施。副操縦士はエアコンの設定を行った後に機が左旋回していることに気が付く）
- 13:30:33:GA152(副操縦士): Turn... turn right!（(左旋回ではなく)右旋回です！）
- 13:30:35:GA152(機長): Indonesia 152 confirm turning left or turning right heading 046?（インドネシア152です。確認ですが方位046度へは左旋回・右旋回のどちらですか？）
- 13:30:39:ATC(メダン): Turning right sir.（右旋回です）
- 13:30:40:GA152(副操縦士): Sorry Capt.（すいません、機長）
- 13:30:41:GA152(機長): Roger 152.（インドネシア152、了解）
- 13:30:43:GA152(副操縦士): Sorry Capt.（すいません、機長）
- 13:30:44:GA152(副操縦士): It's already cold.（エアコンを設定しました）

（GA152は右旋回に修正するが、それまで左旋回していたことをメダン管制がレーダーで確認）
- 13:30:51:ATC(メダン): 152 confirm you are making turning left now?（インドネシア152、確認ですが今左旋回中ですか？）
- 13:30:56:GA152(機長): We are... turning right now.（今は右旋回中です）
- 13:31:05:ATC(メダン): 152... OK. continue left turn now.（インドネシア152、了解。左旋回を継続してください）
- 13:31:09:GA152(機長): confirm turning left? We are starting turning right now.（左旋回ですか？今こちらは右旋回を始めていますが）
- 13:31:13:ATC(メダン): Aduh! OK, OK.（あ…、了解）
- 13:31:13:GA152(副操縦士): Just turn right Capt.（右旋回しています、機長）

（この混乱の間に高度が1500フィート近くまで降下していることに副操縦士が気が付く）
- 13:31:27:GA152(副操縦士): Err...descend!（ああっ…降下してます！）
- 13:31:29:GA152(機長): Eh...? Maaf...（え…すまん！）
- 13:31:31:ATC(メダン): Indonesia 152 continue turn right heading 015.（インドネシア152、では方位015度に右旋回を継続してください）
- 13:31:32:（機体が樹木と接触する音）
- 13:31:33:（警告音"PULL UP PULL UP"と両パイロットの叫び声）
- 13:31:34-13:31:36:（両パイロットの叫び声）
- 13:31:37:（CVR録音終了）

## 映像化
- メーデー!:航空機事故の真実と真相 第15シーズン第5話「Lethal Turn」[脚注 2]